# Daniel Keller
Daniel Keller es un deportista suizo que compitió en duatlón. Ganó dos medallas de plata en el Campeonato Mundial de Duatlón de Larga Distancia, en los años 1997 y 1999.

## Palmarés internacional
| Campeonato Mundial | Campeonato Mundial | Campeonato Mundial | Campeonato Mundial |
| Año                | Lugar              | Medalla            | Prueba             |
| ------------------ | ------------------ | ------------------ | ------------------ |
| 1997               | Zofingen (Suiza)   | Medalla de plata   | Individual         |
| 1999               | Zofingen (Suiza)   | Medalla de plata   | Individual         |